# Fletxa Valona 2016
La Fletxa Valona 2016, 80a edició de la Fletxa Valona, es va disputar el dimecres 20 d'abril de 2016, entre Marche-en-Famenne i el Mur de Huy, sobre un recorregut de 196 kilòmetres. Aquesta era la dotzena prova de l'UCI World Tour 2016 i segona del tríptic de les Ardenes, després de l'Amstel Gold Race i abans de la Lieja-Bastogne-Lieja.
La cursa fou guanyada per l'espanyol Alejandro Valverde (Movistar Team) que s'imposà gràcies a una acceleració en els darrers metres de l'ascensió al Mur de Huy. Aquesta era la quarta victòria de Valverde en aquesta cursa, després de les aconseguides el 2006, 2014 i 2015, amb la qual cosa superava a Marcel Kint, Eddy Merckx, Moreno Argentin i Davide Rebellin, que amb tres victòries lideraven el palmarès d'aquesta clàssica. En segona posició finalitzà el jove francès Julian Alaphilippe (Etixx-Quick Step), mentre Daniel Martin (Etixx-Quick Step) completà el podi.

## Recorregut
El recorregut respecte a l'edició anterior varia lleugerament. L'inici es traslladà a Marche-en-Famenne i la Cota des 36 Tournants fou reemplaçada per dues ascensions a la Cota de Solières. Amb tot, el circuit final es va mantenir sense canvis. La carrera inclou dotze ascensions a cotes, tres d'elles al Mur de Huy.

### Cotes
| Núm. | Nom              | Longitud (m) | Pendent mitjà | Km    |
| ---- | ---------------- | ------------ | ------------- | ----- |
| 1    | Cota de Bellaire | 1.000        | 6,3 %         | 67    |
| 2    | Cota de Bohissau | 1.300        | 7,6 %         | 74    |
| 3    | Cota de Solières | 4.300        | 4 %           | 87    |
| 4    | Mur de Huy       | 1.300        | 9,6 %         | 101   |
| 5    | Cota d'Ereffe    | 2.100        | 5 %           | 114   |
| 6    | Cota de Bellaire | 1.000        | 6,3 %         | 133   |
| 7    | Cota de Bohissau | 1.300        | 7,6 %         | 140   |
| 8    | Cota de Solières | 4.300        | 4 %           | 153   |
| 9    | Mur de Huy       | 1.300        | 9,6 %         | 167   |
| 10   | Cota d'Ereffe    | 2.100        | 5 %           | 180   |
| 11   | Cota de Cherave  | 1.300        | 8,1 %         | 190,5 |
| 12   | Mur de Huy       | 1.300        | 9,6 %         | 196   |

## Equips participants
En ser la Fletxa Valona una prova de l'UCI World Tour, els 18 World Tour són automàticament convidats i obligats a prendre-hi part. A banda, set equips són convidats a prendre-hi part per formar un pilot de 25 equips i 200 corredors.
| Núm.    | Codi | Equip                  |
| ------- | ---- | ---------------------- |
| 1-8     | MOV  | Movistar Team          |
| 11-18   | EQS  | Etixx-Quick Step       |
| 21-28   | OGE  | Orica-GreenEDGE        |
| 31-38   | KAT  | Team Katusha           |
| 41-48   | ALM  | AG2R La Mondiale       |
| 51-58   | SKY  | Team Sky               |
| 61-68   | AST  | Astana Qazaqstan Team  |
| 71-78   | CPT  | Cannondale             |
| 81-88   | TLJ  | Team LottoNL-Jumbo     |
| 91-98   | TNK  | Team Tinkoff           |
| 101-108 | BMC  | BMC Racing Team        |
| 111-118 | WGG  | Wanty-Groupe Gobert    |
| 121-128 | FVC  | Fortuneo-Vital Concept |

| Núm.    | Codi | Equip                       |
| ------- | ---- | --------------------------- |
| 131-138 | IAM  | IAM Cycling                 |
| 141-148 | TFS  | Trek-Segafredo              |
| 151-158 | COF  | Cofidis                     |
| 161-168 | FDJ  | FDJ                         |
| 171-178 | TGA  | Team Giant-Alpecin          |
| 181-188 | LAM  | Lampre-Merida               |
| 191-198 | LTS  | Lotto Soudal                |
| 201-208 | ROO  | Roompot Oranje Peloton      |
| 211-218 | DDD  | Dimension Data              |
| 221-228 | TSV  | Topsport Vlaanderen-Baloise |
| 231-238 | SSG  | Stölting Service Group      |
| 241-248 | DMP  | Delko-Marseille             |

## Classificació final
|    | Ciclista                 | Equip               | Temps      | World Tour Punts |
| -- | ------------------------ | ------------------- | ---------- | ---------------- |
| 1  | Alejandro Valverde (ESP) | Movistar Team       | 4h 43' 57" | 80               |
| 2  | Julian Alaphilippe (FRA) | Etixx-Quick Step    | m. t.      | 60               |
| 3  | Daniel Martin (IRL)      | Etixx-Quick Step    | m. t.      | 50               |
| 4  | Wout Poels (NED)         | Team Sky            | + 4"       | 40               |
| 5  | Enrico Gasparotto (ITA)  | Wanty-Groupe Gobert | + 5"       | -                |
| 6  | Samuel Sánchez (ESP)     | BMC Racing Team     | + 5"       | 22               |
| 7  | Michael Albasini (SUI)   | Orica-GreenEDGE     | + 5"       | 14               |
| 8  | Diego Ulissi (ITA)       | Lampre-Merida       | + 5"       | 10               |
| 9  | Warren Barguil (FRA)     | Team Giant-Alpecin  | + 5"       | 6                |
| 10 | Rui Alberto Costa (POR)  | Lampre-Merida       | + 5"       | 2                |